# Mary Elizabeth Flores
Mary Elizabeth "Lizzy" Flores Flake (sinh ngày 6 tháng 12 năm 1973 tại Tegucigalpa) là một luật sư, chính trị gia và nhà ngoại giao người Palestine gốc,  con gái của cựu tổng thống Honduras Carlos Flores Facussé. Mẹ cô là Mary Flake de Flores, người Mỹ.
Ngày 25 tháng 1 năm 2006, Flores nhậm chức Phó Chủ tịch Quốc hội Honduras, đại diện cho Đảng Tự do. Vào tháng 4 năm 2010, cô trở thành  Đại diện thường trực của Honduras cho Liên hợp quốc.
Flores có hai đứa con.

## Nghề nghiệp
Từ năm 1997 đến năm 2006, Flores đã thực hành Báo chí trên tờ báo gia đình của mình, La Tribuna, được sáng lập bởi ông nội và người cha của ông vào tháng 12 năm 1976, sau khi có di sản giành quyền tự do ngôn luận. Cô đã sản xuất các tạp chí và tạp chí in ấn và trực tuyến, đã từng là một nhà báo trong hơn một thập kỷ, và tạo ra một truyện tranh hàng tuần dựa trên biểu tượng của tờ báo mang tên Tribunito và gia đình Tribuna.
Flores được bầu làm đại diện của Đảng Tự do cho Quốc hội và văn phòng công cộng với tỷ lệ phiếu bầu cao nhất trong cả nước. Cô cũng trở thành người trẻ nhất và là người phụ nữ đầu tiên giữ chức Phó Chủ tịch thứ nhất của Quốc hội Cộng hòa Honduras (2006-2010) chủ trì các cuộc tranh luận và cuộc họp của Quốc hội, với các tổ chức chính phủ, cộng đồng quốc tế và dân sự xã hội.
 Flores trình bày thông tin của mình cho Tổng thư ký Ban Ki Moon là Đại sứ Honduras tại Liên hợp quốc. Flores đã được chọn làm đại sứ nữ đầu tiên của Honduras cho Liên hợp quốc đại diện cho Chính phủ Thống nhất và Hòa giải. Sau khi trở về Honduras để tham gia đầy đủ vào tất cả các nhóm và diễn đàn khu vực, vào năm 2012, bà được chứng nhận bởi Mỹ Latinh và Nhóm Ca-ri-bê (GRULAC) và được bầu làm Phó Chủ tịch của kỳ họp thứ 67 của Đại hội đồng Liên hợp quốc.
Vào tháng 1 năm 2014, Flores được chính phủ của Tổng thống Juan Orlando Hernandez bổ nhiệm làm Đại diện thường trực cho Liên hợp quốc.
Ngoài trách nhiệm đại sứ của mình, Flores giữ vị trí Liên lạc giữa Chương trình Phát triển Liên Hợp Quốc (UNDP) và Chính phủ Honduras kể từ năm 2014 về Kế hoạch và Chương trình Quốc gia Phát triển Bền vững.
Năm 2016 Flores trở thành Chủ tịch Ban chấp hành Hiệp hội đại diện thường trực quốc tế (IAPR) tại New York.